# Glutamát-5-semialdehyd
Glutamát-5-semialdehyd je neproteinogenní aminokyselina účastnící se biosyntézy i rozkladu prolinu a argininu (přes ornitin) a biosyntézy antibiotik, například karbapenemů. Vzniká redukcí glutamyl-5-fosfátu glutamát-5-semialdehyddehydrogenázou.
Redukcí této sloučeniny borohydridem sodným vzniká kyselina hydroxyaminovalerová.